# Paul Dinse
Paul Dinse (* 6. September 1866 in Hamburg; † 1. Oktober 1938) war ein deutscher Geograph und Bibliothekar.

## Leben
Paul Dinse war der Sohn des Maschinenfabrikanten August Dinse und seiner Frau Luise, geb. Dannien. Er studierte Geschichte und Geographie an der Philipps-Universität Marburg und der Friedrich-Wilhelms-Universität zu Berlin, wo er 1894 auch zum Dr. phil. promovierte. In Marburg wurde er 1886 Mitglied des Philologisch-Historischen Vereins, der später in der Marburger Burschenschaft Rheinfranken aufging. Schon 1893 war er als Volontär in die Preußische Staatsbibliothek eingetreten, wo er 1895 Assessor wurde. 1897 war er beurlaubt an die Bibliothek des Statistischen Amtes der Stadt Berlin, um diese neu zu ordnen und zu katalogisieren. Von 1898 bis 1900 war er Leiter der Stadtbibliothek Charlottenburg, bevor er im Jahr 1900 an der Friedrich-Wilhelms-Universität zu Berlin bei Ferdinand von Richthofen zum Kustos am Institut und Museum für Meereskunde ernannt wurde. Nach der am 5. März 1906 im Beisein von Kaiser Wilhelm II. erfolgten Museumseröffnung, zu der er den 1. Stock des Museums mit Typen deutscher Segelschiffe, wie dem einmastigen Kutter, dem zweimastigen Schoner und der Schonerbrigg, dem dreimastigen Vollschiff und der Bark mit ihrer charakteristischen Takelung und ihren Segeln sowie mit den Flaggen der wichtigsten deutschen Reedereien eingerichtet hatte, wirkte er noch bis 1910 beim 1906 als Nachfolger von Ferdinand von Richthofen zum Museumsdirektor berufenen Geographen und Geologen Albrecht Penck, bis er im Jahr 1910 Berlin verließ und an die Universitätsbibliothek Kiel wechselte. Hier arbeitete er an der endgültigen Gestaltung des Systematischen Katalogs mit.
Paul Dinse war Schriftleiter der ersten drei Jahrgänge der vom Institut für Meereskunde zu Berlin ab 1907 herausgegebenen Veröffentlichung Meereskunde. Sammlung volkstümlicher Vorträge zum Verständnis der nationalen Bedeutung von Meer und Seewesen.
Er war verheiratet mit Valeska, geb. Süss, das Ehepaar hatte vier Kinder.

## Orden und Ehrenzeichen
- 1906: Roter Adlerorden 4. Klasse

## Schriften
- Die Fjordbildungen: Ein Beitrag zur Morphologie der Küsten. Inaugural-Dissertation, Friedrich-Wilhelms-Universität zu Berlin, Pormetter, Berlin 1894 (Digitalisat)
- Die Fjordbildungen: Ein Beitrag zur Morphologie der Küsten. In: Zeitschrift der Gesellschaft für Erdkunde zu Berlin, 29, 1894, S. 189–259
- Katalog der Bibliothek der Gesellschaft für Erdkunde zu Berlin. Versuch einer Systematik der geographischen Literatur. Mittler, Berlin 1903 (Digitalisat)
- Die Anfänge der Nordpolarforschung und die Eismeerfahrten Henry Hudsons. Meereskunde. Sammlung volkstümlicher Vorträge zum Verständnis der nationalen Bedeutung von Meer und Seewesen. 2, 2, Mittler, Berlin 1908 (Digitalisat)
- Der Seeraub. Eine geographisch-historische Skizze. Meereskunde. Sammlung volkstümlicher Vorträge zum Verständnis der nationalen Bedeutung von Meer und Seewesen. 4, 2, Mittler, Berlin 1910  (Digitalisat)
- Die Anfänge des geographischen Atlas: zur 400. Wiederkehr des Geburtstages Gerhard Mercators. In: Marine-Rundschau, 1912, S. 300–309.
- Die handschriftlichen Ptolomäus-Karten und die Agathodämonfrage. In: Zeitschrift der Gesellschaft für Erdkunde zu Berlin, Bd. 10 (1913), S. 746–770.